# Appias paulina
Appias paulina is een vlindersoort uit de familie van de Pieridae (witjes), onderfamilie Pierinae.
Appias paulina werd in 1777 beschreven door Cramer.